# Olinda Esporte Clube
O Olinda Esporte Clube é um clube brasileiro de futebol. Sua sede está localizada na cidade de Ponta Grossa, no estado do Paraná, no bairro Olarias.
 Atualmente participa da Liga de Futebol Amador de Ponta Grossa. Participou no Campeonato Paranaense de Futebol de 1935, ao conquistar o torneio seletivo da liga pontagrossense.

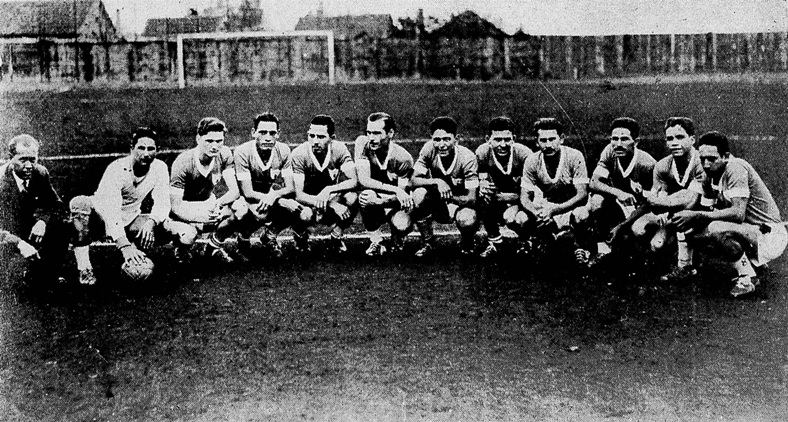
Equipe do Olinda Esporte Clube em 1946

## História
Em 20 de Novembro de 1920, originava-se no Bairro Chinês, O Olinda Sport Club, seu campo era onde é o Patio de Toras das Indústrias Wagner, o time da Serraria Olinda, da Família Klüppel, é a serraria que deu origem ao clube verde e branco de Ponta Grossa. Todos os dias os empregados da serraria treinavam num gramado situado entre as linhas Sul e Curitiba da antiga Rede Viação Paraná-Santa Catarina. 
Relata-se que sua primeira participação do Futebol Paranaense foi em 1930, mas sem relatos da campanha do Olinda Sport Club no campeonato, campeonato que o Operário foi campeão, em 1931 tentou a chance, mas o Guarani foi campeão, o que impediu o Periquito de ir pro Campeonato Paranaense, em 1932, novamente perdia o Campeonato Pontagrossense, pelo mesmo Operário de antes, em 1933,não conseguia ganhar pela quarta vez, dessa vez pro Nova Rússia, em 1934 o Operário ganhou de novo o que impedia o Olinda de jogar o Campeonato Paranaense, mas em 1935 o Clube conseguiu o tão sonhado primeiro título de sua história, o Campeonato Pontagrossense de 1935,o que fez o clube Verde e Branco jogar o Campeonato Paranaense do Interior, junto com o representante de União da Vitória , União, o representante de Antonina , Matarazzo e o representante de Paranaguá, Oceania

### Campeonato Paranaense de 1935
Na 1°Fase o Oceania de Paranaguá pegava o Matarazzo de Antonina, e venceu o Matarazzo por 4-3,o Olinda pegava o União de União da Vitória e vencia por 5-3. Após chegar na final, o Olinda pegava o Representante de Paranaguá, o Oceania, após vencer o Oceania por 6-3, e consagrava-se Campeão Interior, com esta vitória chegava no final, e pegava o Coritiba, no primeiro jogo na Capital, o Olinda perdia por 3-0,no jogo do volta, na sua casa, o Olinda perdia por 2-0, o que fez o Coritiba ser campeão e o Olinda ser vice Paranaense.

### Depois do Vice Paranaense
Depois do histórico vice do Campeonato Paranaense, o Olinda ainda jogou o Campeonato Pontagrossense de 1938, mas sem sucesso de novo depois de 1938, o clube nunca mais voltou pro Profissional, ainda o clube ganhou 3 campeonatos pontagrossenses, em 1978,1983 e 1994,o Periquito hoje em dia ainda joga no cenário do futebol, mas no Amadorismo, seu lugar atualmente
Fonte:História do Futebol:Olinda Sport Club e 
Futebol Nacional

## Títulos
| MUNICIPAIS | MUNICIPAIS                                       | MUNICIPAIS | MUNICIPAIS          |
| Competição | Competição                                       | Títulos    | Temporadas          |
| ---------- | ------------------------------------------------ | ---------- | ------------------- |
|            | Liga Pontagrossense - Seletiva para o Paranaense | 1          | 1935                |
|            | Campeonato Amador da Liga de Ponta Grossa        | 4          | 1934,1978,1983,1994 |

Campanhas de destaque
| ESTADUAL              | ESTADUAL | ESTADUAL     | ESTADUAL          | ESTADUAL        |
| Torneio               | Campeão  | Vice-campeão | Terceiro colocado | Quarto colocado |
| --------------------- | -------- | ------------ | ----------------- | --------------- |
| Campeonato Paranaense | 0        | 1 (1935)     | 0                 | 0               |

Participações
| Competição   | Competição                                       | Temporadas | Melhor campanha   | Estreia | Última |
| Paraná       | Campeonato Paranaense                            | 1          | Vice Campeão      | 1935    | 1935   |
| Ponta Grossa | Liga Pontagrossense - Seletiva para o Paranaense | 13         | Campeão (em 1935) | 1929    | 1941   |